# Hattingen
Hattingen är en stad i Ennepe-Ruhr-Kreis i Regierungsbezirk Arnsberg i förbundslandet Nordrhein-Westfalen i Tyskland. Hattingen, som för första gången omnämns i ett dokument från år 990, har cirka 55 000 invånare.